# Мороз, Олег Павлович
Оле́г Па́влович Моро́з (28 февраля 1938, Красное село, Ленинградская область — 20 мая 2024, Москва) — советский и российский писатель-документалист, публицист и прозаик, журналист. Член Союза писателей СССР (1986) и Союза писателей Москвы. Заслуженный работник культуры РСФСР (1979).

## Биография
Окончил Московский авиационный институт. В годы учёбы сотрудничал в институтской многотиражке «Пропеллер».
По окончании института работал на Машиностроительном заводе имени М. В. Хруничева. С 1966 по 2002 год — корреспондент, заведующий отделом науки (1971—2002), политический обозреватель — член редколлегии «Литературной газеты». С 2002 года на творческой работе.
В 1970—1990-е годы работал в жанре научно-художественной литературы, писал о науке и об ученых, об их жизни и проблемах, о взаимоотношениях науки и общества. Участвовал в выпуске альманаха научно-художественной литературы «Пути в незнаемое (Писатели рассказывают о науке)».
С первых лет Перестройки почти полностью переключился на политическую публицистику и документалистику. Книги 2000—2020-х годов написаны в хронико-документальном ключе и посвящены политическим событиям времен Горбачёва-Ельцина.
Опубликовал десятки статей и очерков в периодической печати, выступал на радио и телевидении. Автор более двух десятков книг.
Умер 20 мая 2024 года в возрасте 86 лет. Похоронен на Переделкинском кладбище.

## Награды и премии
- Премия Союза журналистов СССР (1986, 1989)
- Премия Московской городской организации Союза журналистов СССР (1988)
- Премия Союза журналистов России (2003)
- Заслуженный работник культуры РСФСР (1979)
- Орден «Знак Почёта» (1986)

## Основные работы
- «В поисках гармонии» (1978)
- «Свет озарений» (1980)
- «Свидание с кометой» (1983)
- «Жажда истины: (книга об Эренфесте)» (1984)
- «Проблема SETI» (1988)
- «От имени науки: О суевериях XX века» (1989)
- «Прекрасна ли истина?» (1989)
- «На перепутьях познания» (1990)
- «Группа риска» (1990)
- «Хроника либеральной революции: Как удалось отстоять реформы» (2005)
- «1996: как Зюганов не стал президентом» (2006)
- «Так кто же „расстрелял“ парламент?» (2007)
- «Красные больше не вернутся» (2007)
- «В поисках гармонии» (2008)
- «Почему он выбрал Путина?» (2009)
- «Главная ошибка Ельцина» (2010)
- «Так кто же развалил Союз?» (2011)
- «Ельцин. Лебедь. Хасавюрт» (2012)
- «Ельцин против Горбачева, Горбачев против Ельцина» (2013)
- «Минское шоссе в Баковке» (2014)
- «Сахаров. Возвращение из ссылки. Он вернулся надломленный, но не сломанный» (2015)
- «Выборы-96: красным сказали „Стоп!“» (2016)
- «Крах большевистской империи» (2016)
- «Как удалось отстоять реформы» (2018)
- «И все-таки почему Путин? (Свидетельствуют наиболее осведомленные люди)» (2019)
- «Если не Путин, то кто? (Какие варианты были в 2000-м)» (2020)